# EuCorVac-19
EuCorVac-19(유코백19)는 유바이오로직스가 개발한 코로나19 백신 후보이다.

## 임상시험

### 단계 I/II
유바이오로직스는 2021년 2월 23일 연구를 시작했다. 이 연구의 제목은 "건강한 성인의 코로나19 예방을 위한 EuCorVac-19의 안전성, 내성, 면역원성"이다. 2021년 4월 26일 기준으로 이 시험은 진행 중이며 참여자들을 모집 중이다. 1차 완수일은 2022년 3월, 연구 완수일은 2023년 1월로 예정되었다.